# Samsung Galaxy S III
Samsung Galaxy S III (GT-i9300) je smartphone vyvinutý společností Samsung. V roce 2013 byl uveden jeho nástupce Galaxy S4. Používá operační systém Android 4.3 Jelly Bean (původně 4.0 Ice Cream Sandwich). V listopadu 2013 proběhla aktualizace na Android 4.3, která však vykazovala mnoho chyb, proto byla pozastavena. V prosinci pak vyšla opravná verze. V březnu 2014 měla být k dispozici aktualizace na Android 4.4 KitKat, která se však bude týkat pouze modelů s 2GB RAM, klasické GT-I9300 se KitKatu pravděpodobně už nikdy nedočkají. Toto rozhodnutí Samsungu je velmi kritizováno, neboť SIII je stále velmi rozšířený telefon, který tímto Samsung hází přes palubu.

## Představení
Samsung Galaxy S III byl vyvinut jako vlajková loď společnosti Samsung pro rok 2012.
Byl představen na 3.5.2012 ve 20:00 v Londýně na akci Samsung Unpacked 2012.

## Technická specifikace
|                        | | Poznámka                            |
| ---------------------- | --- | ----------------------------------- |
| Operační systém        | Android 4.3 Jelly Bean + Touchwiz Nature UX                                                              | Původně Android 4.0 ICS             |
| Procesor a čipová sada | 1,40 GHz Exynos 4412 (quad-core) + GPU Mali 400 MP                                                       | -                                   |
| Displej                | Super AMOLED, 4,80" (1 280 × 720 px), dotykový: kapacitní,                                               | -                                   |
| Paměť                  | 1 GB nebo 2 GB RAM, vnitřní paměť až (dle verze) 64 GB, paměťové karty microSDXC                         | slot na microSDXC karty až 64 GB    |
| Podporované sítě       | GSM 850 / 900 / 1800 / 1900 MHz, W-CDMA (3G) 850 / 900 / 1 900 / 2 100 MHz                               | -                                   |
| Konektivita            | GPRS: ano, EDGE: ano, HSDPA: 21 Mb/s, HSUPA: 5,76 Mb/s, Wi-Fi: 802.11a/b/g/n, Bluetooth: 4.0 (A2DP, EDR) | nabíjení přes microUSB              |
| GPS                    | ano, A-GPS, digitální kompas                                                                             | -                                   |
| Fotoaparát             | 8 Mpx (3 264 × 2 448), LED dioda, autofocus, video: ano (1 920 × 1 080 px, 30 FPS)                       | -                                   |
| Rozměry, hmotnost      | 137 x 71 x 8,6 mm, 133 gramů                                                                             | -                                   |
| Baterie                | Li-ion 2 100 mAh, pohotovostní doba: 900 hodin, doba hovoru: 1 300 minut                                 | možnost rozšíření, nutný větší kryt |